# Demokratischer Frauenbund Deutschlands

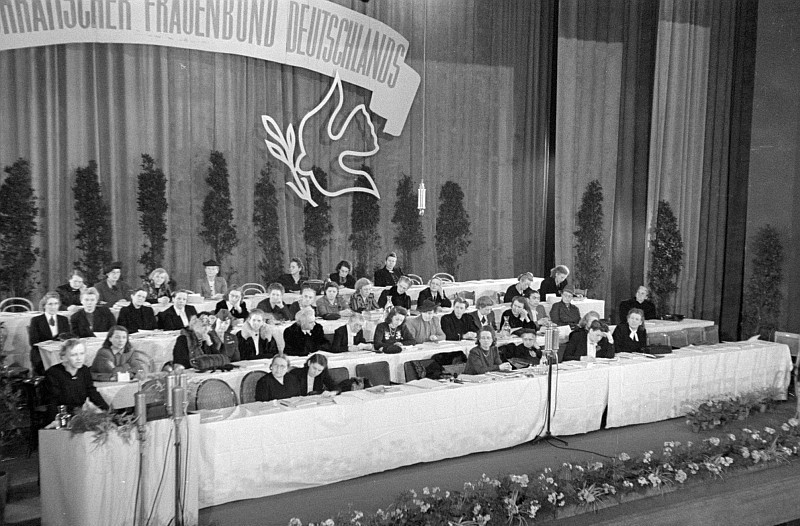
Gründungsveranstaltung am 7. – 9. März 1947 im Admiralspalast in Berlin

Der am 8. März 1947 in Ost-Berlin gegründete Demokratische Frauenbund Deutschlands (DFD) war eine Frauenorganisation, die in der DDR als Massenorganisation Teil der Nationalen Front war.
In West-Berlin entwickelte sich aus den DFD-Kreisverbänden der Demokratische Frauenbund Berlin (DFB).
Aus den DFD-Landesverbänden in der Bundesrepublik Deutschland wurde am 8. März 1951 ein eigenständiger Verband, der 1957 verboten wurde.
1990 noch in die Volkskammer gewählt, zerfiel der DFD mit dem sich abzeichnenden Ende der DDR.

## Gründung

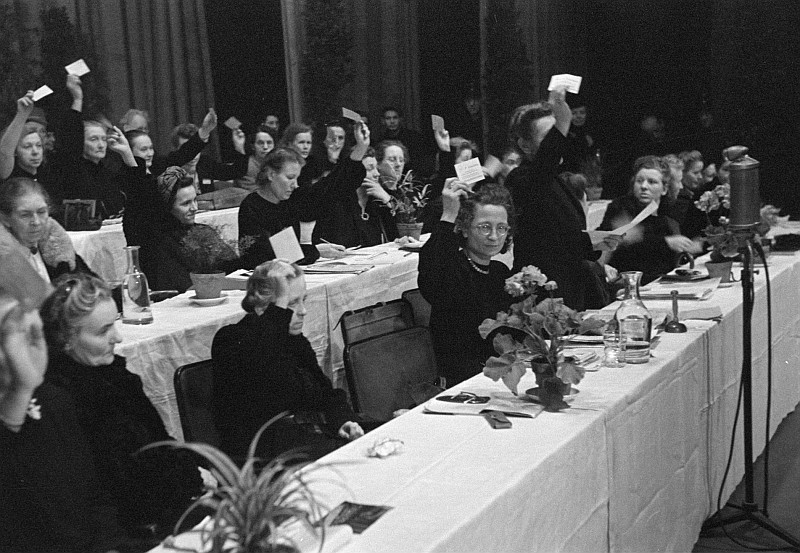
Präsidium des DFD bei einer Abstimmung auf der Gründungsveranstaltung 1947

Der Demokratische Frauenbund Deutschlands wurde auf dem Deutschen Frauenkongress für den Frieden vom 7. bis 9. März 1947 im Admiralspalast in Berlin gegründet. Hervorgegangen ist der DFD aus den am 30. Oktober 1945 gegründeten Antifaschistischen Frauenausschüssen. Dabei wurden die noch heterogenen Frauenausschüsse auf Befehl der SMAD zum DFD vereinigt. Anwesend waren 811 Frauen aus der sowjetischen Besatzungszone, 104 Frauen aus den westlichen Besatzungszonen sowie ausländische Gäste und Beobachter der Besatzungsmächte. Eröffnet wurde der Kongress von Else Lüders. Erste Vorsitzende wurde Anne-Marie Durand-Wever, die sich im April 1948 aus dieser Funktion wieder zurückzog, als der politische Einfluss der SED durchdringend wurde. Elli Schmidt wurde 1949 die nächste Vorsitzende des DFD. 1950 erfolgte die Gründung von Landesverbänden in der Bundesrepublik Deutschland, die am 10. April 1957 im Zuge des KPD-Verbots als verfassungsfeindliche Organisationen verboten wurden.

## Entwicklung in der SBZ/DDR

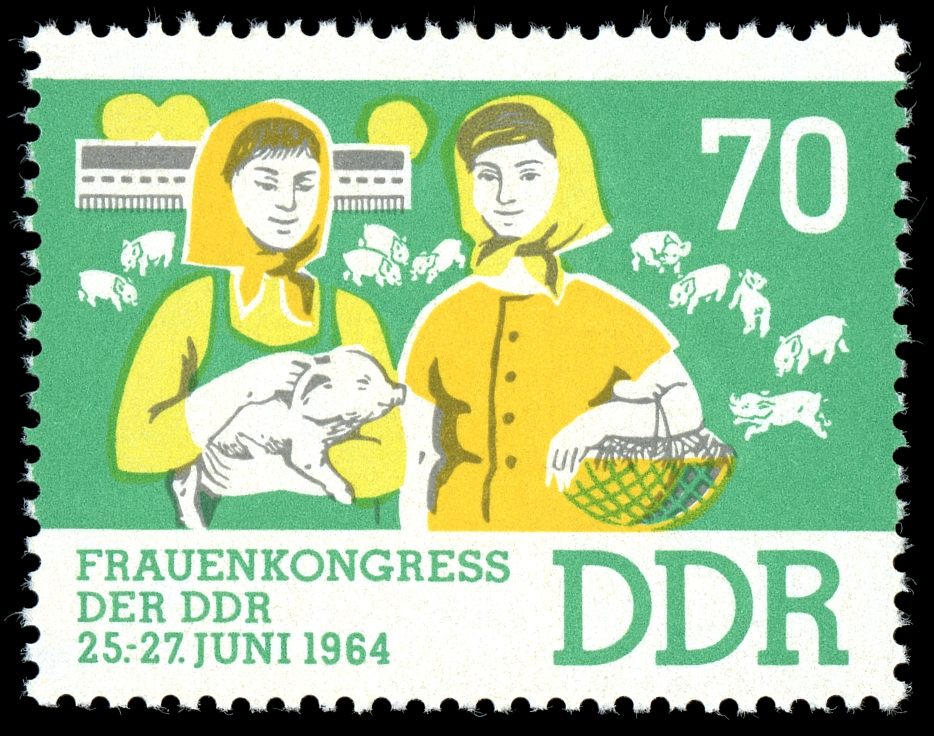
Briefmarke der DDR von 1964

Der DFD verstand sich als Erbe der Frauenbewegung. Die zunächst antifaschistische, demokratische, parteipolitisch und religiös unabhängige Organisation wurde schnell zu einer Massenorganisation im Gefolge der SED gleichgeschaltet. Der DFD war im Demokratischen Block der Nationalen Front eingegliedert und stellte anteilmäßig Abgeordnete für die Volkskammer und ab 1952 auch in den Bezirks- und Kreistagen, wo er sich vordergründig für die Realisierung des Verfassungsgrundsatzes der Gleichberechtigung der Frau einsetzte. Der DFD war weitgehend bedeutungslos und erhielt von allen Massenorganisationen das geringste Budget. Er wirkte am Gesetz über den Mutter- und Kinderschutz und die Rechte der Frau mit, das am 27. September 1950 verabschiedet wurde.
In den fünfziger Jahren ging es um eine verstärkte Produktionsarbeit von Frauen durch Hausfrauenbrigaden, in den sechziger Jahren waren Schulung und Fortbildung das zentrale Anliegen. In Veranstaltungsreihen und Vorträgen beschäftigte sich der DFD dann verstärkt mit Gesundheits- und Schwangerschaftsberatung.
Nach dem 1. Frauenkongress 1964 kümmerte er sich verstärkt um Frauen, die nicht organisiert, nicht berufstätig oder nur halbtags beschäftigt waren, um sie fürs Berufsleben zu gewinnen. Auf Betreiben des DFD entstanden ab der zweiten Hälfte der 1960er Jahre Frauenakademien und Frauensonderklassen in Bildungseinrichtungen. Der DFD stiftete einen Literaturpreis, der erstmalig am 17. Mai 1968 an Luise Dornemann vergeben wurde. In den 1970er Jahren organisierte der DFD in Bezirks- und Kreisstädten über 200 „Beratungszentren für Haushalt und Familie“, die sich rasch zur praxisorientierten Beratung für Ehe, Haushalt und Säuglingspflege entwickelten.
Ansätze der DDR-Lesbenbewegung in den achtziger Jahren wurden beim DFD abgeblockt.

## Hausfrauenbrigaden

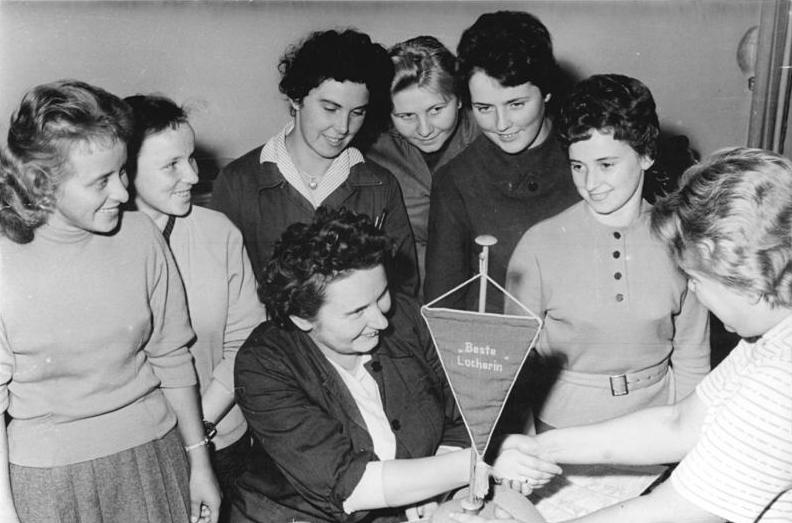
Hausfrauenbrigade des DFD, 1960

Ab Herbst 1958 wurden nach einer SED-Propagandakampagne unter Zuständigkeit des DFD-Hausfrauenbrigaden in nahezu allen Wirtschaftsbereichen aufgestellt. Es handelte sich um gering bezahlte oder ehrenamtliche Teilzeitbeschäftigungen. Die bis 1962/63 dauernde Aktion sollte den Arbeitskräftemangel lindern und Hausfrauen dazu bringen, dauerhafte Beschäftigungen aufzunehmen.

## XII. DFD-Kongress 1987

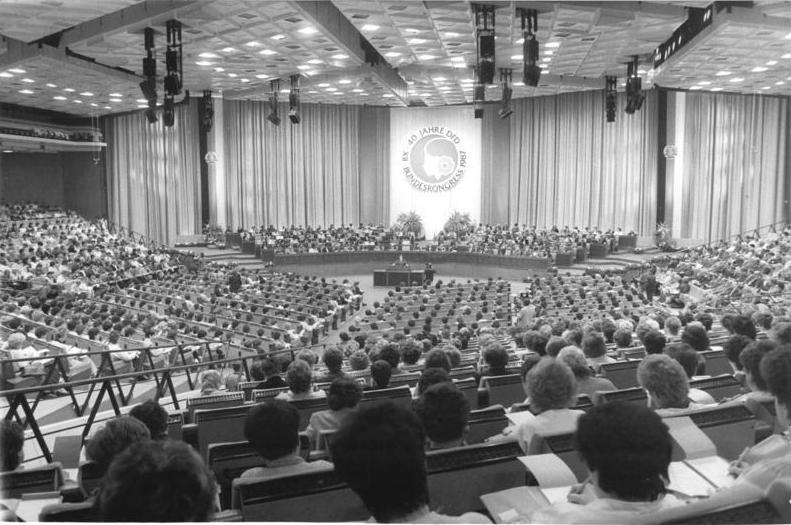
Der Bundeskongress des DFD nahm seine zweitägigen Beratungen auf; daran nahmen 2300 Delegierte und 76 Delegationen aus 64 Ländern teil
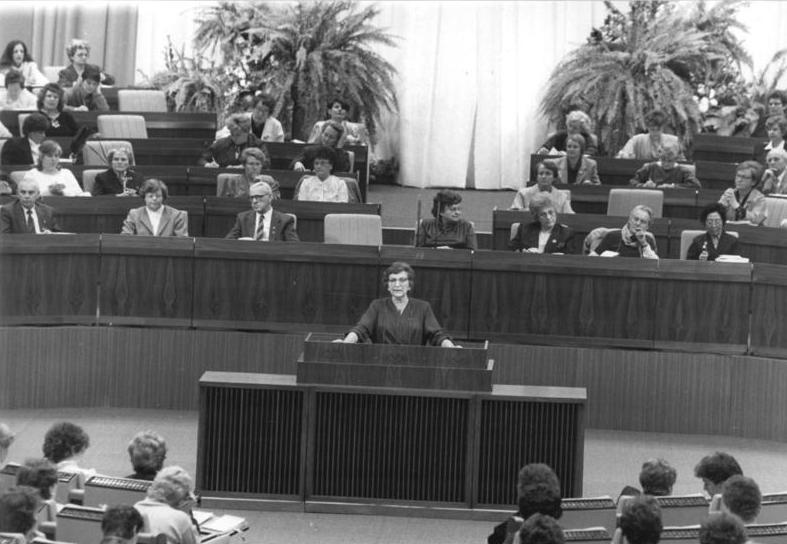
Präsidium des XII. Bundeskongresses im Palast der Republik in Ostberlin
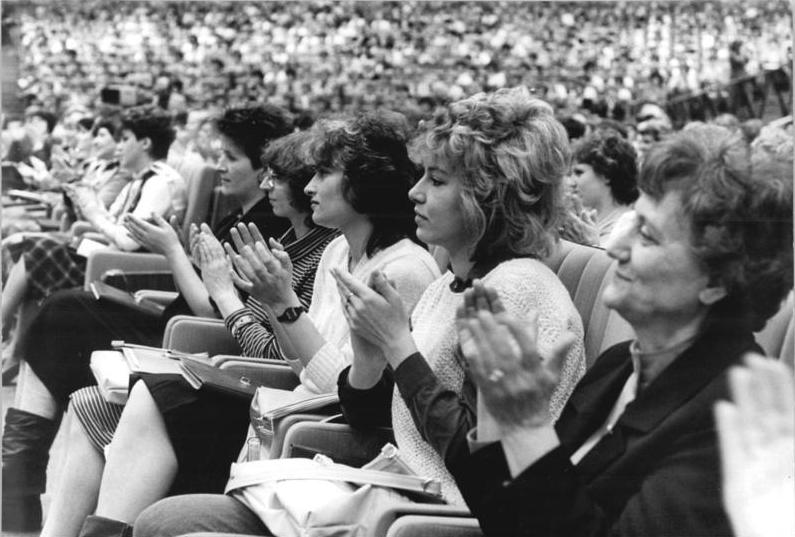
Delegierte des XII. DFD-Kongresses

## Abzeichen und Fahne

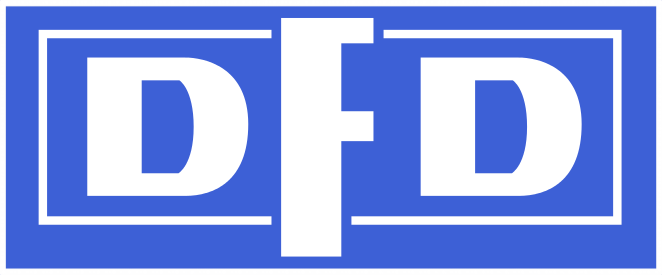
Altes DFD-Logo

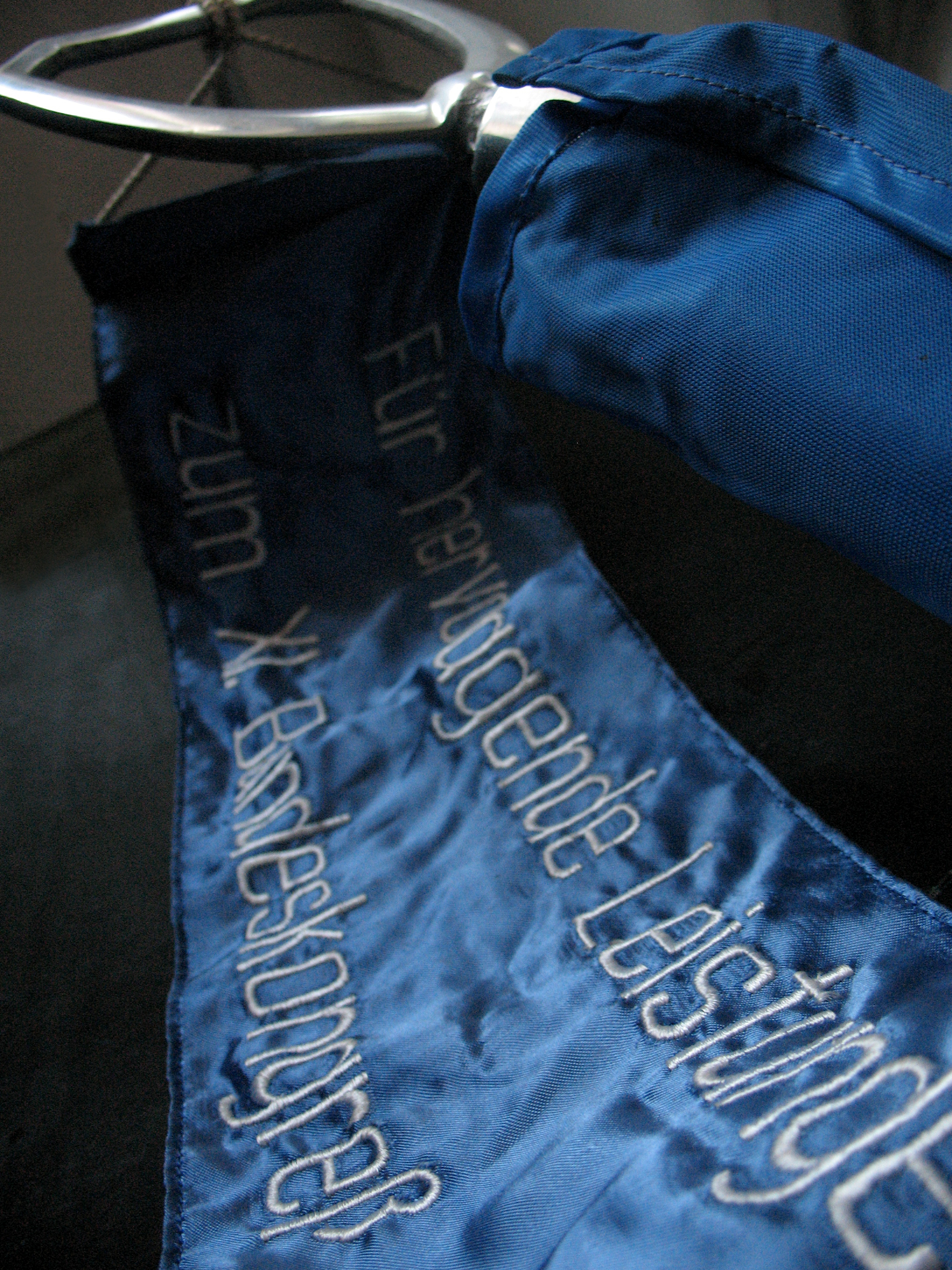
DFD (Demokratischer Frauenbund Deutschlands), Ehrenbanner des Bundesvorstandes, Paradefahne Clara Zetkin

Das Abzeichen bestand aus der Buchstabengruppe DFD, die von einem rechteckigen Rahmen eingefasst ist. Das F überragt diesen Rahmen nach oben und unten. Das ganze liegt auf blauem Grund.

## Wende und friedliche Revolution

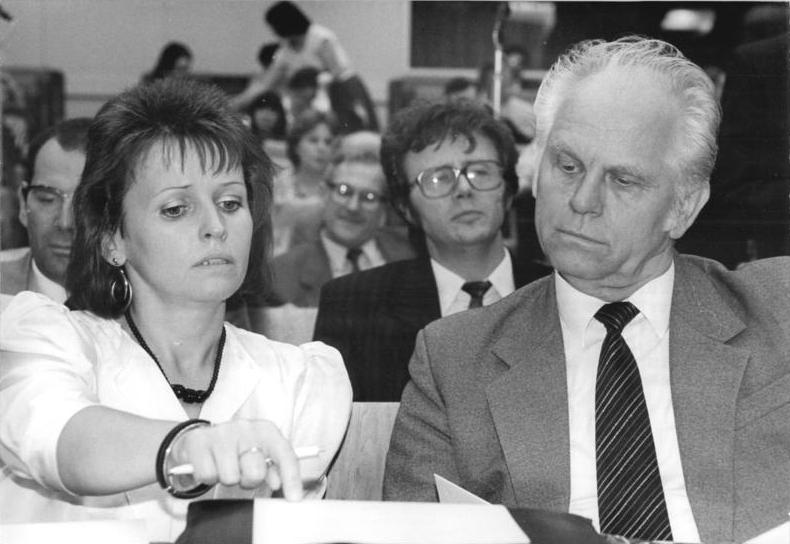
DFD-Abgeordnete Karin Bencze und Günther Maleuda in der Volkskammer am 28. Juni 1990.

Schluss mit dem DFD – Dienstbar, Folgsam, Dumpf stand auf Transparenten von Frauen bei Demonstrationen im Verlauf der Wende und friedlichen Revolution 1989. Nach der Friedlichen Revolution 1989 beteiligte sich der DFD an den ersten freien Volkskammerwahlen am 18. März 1990, erreichte allerdings nur einen Stimmenanteil von 0,33 %. Damit errang er ein Mandat, das von Karin Bencze wahrgenommen wurde. Zusammen mit den 9 Abgeordneten der Demokratischen Bauernpartei Deutschlands (DBD) bildete sie die DBD/DFD-Fraktion. Im Zuge der Auflösung der DBD Ende August 1990 zerfiel die Fraktion, Karin Bencze ging als Gast zur gemeinsamen Fraktion des BFD und der NDPD. Der DFD als Massenorganisation zerfiel.

## Nachfolgeorganisation nach der Wiedervereinigung
Nach der Wiedervereinigung Deutschlands kandidierte der DFD am 14. Oktober 1990 noch bei den Landtagswahlen in Sachsen-Anhalt und Thüringen, ohne jedoch Mandate zu erreichen. Am 26. Oktober 1990 wurde der gemeinnützige Verein Demokratischer Frauenbund e. V. (dfb) als Nachfolgeorganisation gegründet, der 2003 etwa 5000 Mitglieder hatte. Dieser unterhält Landesstellen in den fünf ostdeutschen Ländern und in Berlin. Neben seinen anderen Zielen (Förderung des demokratischen Gemeinwesens, organisiert arbeitsmarktpolitische Maßnahmen, Förderung von Toleranz und Völkerverständigung) ist der dfb zuständig für Organisation und Unterhalt von Frauenhäusern. Ehrenamtliche Vorsitzende ist die Schriftstellerin Gisela Steineckert.

## Übersicht
- 1947: 200.000 Mitglieder
- 29.–30. Mai 1948: 2. Bundeskongress des DFD in Berlin (zu dieser Zeit 260 000 Mitglieder), auch in West-Berlin zugelassen (als DFB), Hauptthemen: Antifaschismus, Wettbewerb, Kindergärten, deutsche Einheit
- Juli 1948: Bundesvorstandssitzung, DFD verpflichtet sich, Frauen für berufliche Qualifizierung zu gewinnen
- 2.–3. April 1949: DFD-Konferenz „Mutter, Kind und Lehrerin in Deutschland“
- 1949: Elternseminare (60.000 Teilnehmer)
- 1948: Aufnahme des DFD in den IDFF
- 1948: Unterschriftensammlung für die Ächtung der Atombombe
- Vorsitzende: 1949–1953 Elli Schmidt
- Vorsitzende: 1953–1989 Ilse Thiele
- 1985: 1,5 Millionen Mitglieder

## Vorstandsmitglieder
- Helene Beer (LDPD)
- Emmy Damerius-Koenen (SED)
- Anne-Marie Durand-Wever (parteilos) als Vorsitzende und als ihre Stellvertreterinnen
- Käthe Kern (SED)
- Else Lüders (CDU)
- Irmgard Neumann
- Maria Rentmeister (SED)
- Wilhelmine Schirmer-Pröscher (LDPD)
- Elli Schmidt 1. Vorsitzende bis 1953
- Ilse Thiele (SED) 1. Vorsitzende 1953 bis 1989
- Lilly Wächter (SPD) 1. Vorsitzende in der Bundesrepublik 1953 bis 1956
- Maria Weiterer (SED) erste Generalsekretärin
- Johanna Melzer (KPD), Mitglied des Bundesvorstands (Bundesrepublik)